# St. Elisabeth (Röhrig)

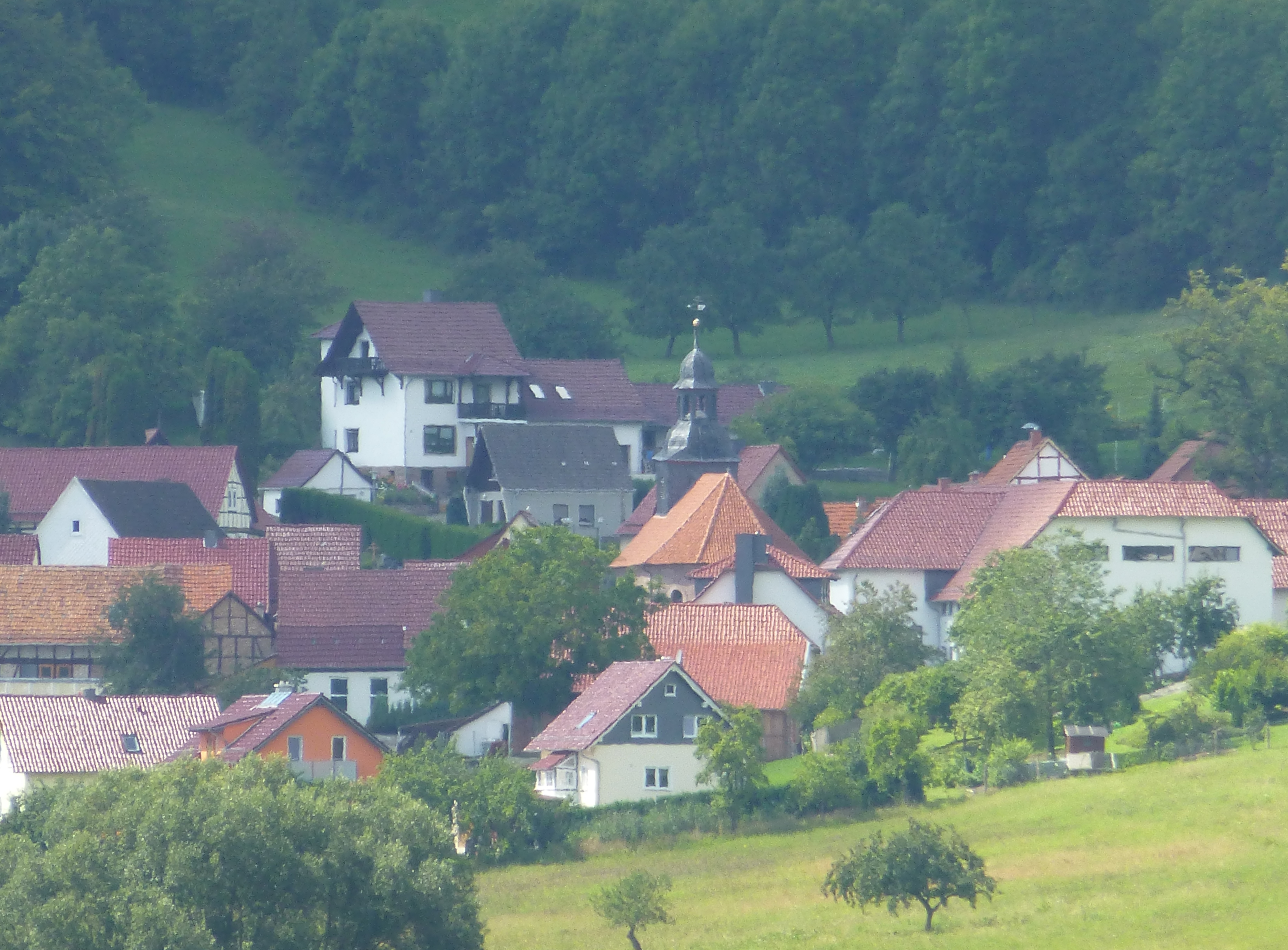
St. Elisabeth

Die römisch-katholische Filialkirche St. Elisabeth steht in Röhrig in der Landgemeinde Uder im thüringischen Landkreis Eichsfeld. Sie ist Filialkirche der Pfarrei St. Jakobus der Ältere Uder im Dekanat Heiligenstadt des Bistums Erfurt. Sie trägt das Patrozinium der heiligen Elisabeth von Thüringen.

## Geschichte
Die Elisabethkirche wurde im Jahre 1800 nach dem Abriss der baufälligen Holzkirche, die auf dem jetzigen Friedhof stand, gebaut. Für den Bau bat man andere Kirchgemeinden um finanzielle Hilfe, die zuerst von Reifenstein kam. Heiligenstadt stiftete eine kleine Glocke aus einer Kapelle der Stadt.
1919 wurde die Sakristei gebaut. Ein Jahr später weihte man das Kriegerdenkmal vor der Kirche ein. 1924 wurde elektrisches Licht installiert, 1953 zwei Glocken bei der Glockengießerei in Apolda gegossen.
In den Jahren 1975 bis 1977 baute man die alten Bänke, Emporen und Treppe ab. Die Kanzel sollte auf Wunsch des Bischofs in das Priesterseminar nach Erfurt verlagert werden, was Architekt Lukassek verhinderte. Zudem wurden neue Bänke, Emporen, Fenster und eine Treppe sowie ein neuer Fußboden samt Fußbodenheizung eingebaut.
1995 wurde das neue Kriegerdenkmal eingeweiht, 2006 zwei neue Glocken geweiht.

## Ausstattung
Die Kirche birgt wertvolle Kunstschätze. Dazu gehören die in der Spätgotik entstandene Figur "Unser Herr im Elend", die Pieta und eine Statue der Hl. Elisabeth. Der barocke Altar stammt aus dem Kloster Reifenstein. Die kunstvolle Renaissancekanzel aus dem Jahr 1584 kam 1803 (nach anderer Quelle 1810) aus der Kirche St. Martin in Heiligenstadt nach Röhrig, 1984 wurde sie in der evangelischen Kunstwerkstatt in Erfurt restauriert.